# Хамзин (Сувар)
Хамзин, Хамрин, Сувар  —  средневековая страна (государство) на территории современного Дагестана. Часто упоминается как пограничная область Хазарии во время арабо-хазарских войн.

## Территория
Страна Хамзин располагалась на территории современного Каякентского района Республики Дагестан.

## История
В 721—722 годах хазарский город Хамзин подвергся нападению арабского полководца Джарраха ибн Абдаллах ал-Хаками, который вынудил жителей платить арабам ежегодный налог. В 737 году во время своего похода против Хазарского каганата войско Марвана ибн Мухаммада опустошило территорию Хамзина, разрушив триста селений. Однако власть мусульман в регионе была слабой и территория страны не раз переходила в руки хазар.
Страна Хамзин отождествляется известнейшим хазароведом М.И.Артамоновым с царством Сувар (от названия племени савиров), упоминаемым Ибн-Хордадбехом в IX веке, и обрело самостоятельность вследствие распада Царства гуннов в Прикаспии. Центр владения располагался в городе Таргу (упоминавшимся Гевондом в VIII веке как "гуннский город") в среднем течении реки Гамри-озень
у Алходжакента. На территории исторического Хамрина учеными зафиксировано ряд названий населенных пунктов, содержащих этот топоним (Уллу-Гамри (старая часть современного Каякента), Гичи-Гамри (в переводе с кумыкского "малое Гамри" и другие). Хазарские крепости в районе нынешнего Утамыша и Каякента должны были остановить арабское продвижение на север. В дальнейшем название Хамри сохранилось в качестве обозначения Утамышского султаната.